# گربانزول
گربانزول (به انگلیسی: Garbanzol) با فرمول شیمیایی C۱۵H۱۲O۵ یک ترکیب شیمیایی با شناسه پاب‌کم ۴۴۲۴۱۰ است. که جرم مولی آن ۲۷۲٫۲۵ g/mol می‌باشد. 